# Rafael Castellín
Rafael Ernesto Castellín García, plus couramment appelé Rafael Castellín, né le 2 septembre 1975 à Maturín au Venezuela, est un footballeur international vénézuélien.

## Biographie

### Équipe nationale
Rafael Castellín est convoqué pour la première fois en sélection le 24 avril 1996 lors d'un match contre l'Uruguay (défaite 2-0). Le 18 septembre 1996, il marque son premier but en selection lors d'un match amical contre le Salvador (victoire 1-0).
Il dispute une seule Copa América en 1997. Il joue également 12 matchs comptant pour les tours préliminaires de la coupe du monde, lors des éditions 1998, 2002 et enfin 2006.
Au total il compte 22 sélections et 5 buts en équipe du Venezuela entre 1996 et 2005.

## Palmarès

### En club
- Avec le Caracas FC
  - Champion du Venezuela en 1997, 2004, 2007, 2009 et 2010
  - Vainqueur de la Coupe du Venezuela en 2009

- Avec le Deportivo Lara
  - Champion du Venezuela en 2012

### Distinctions personnelles
- Meilleur buteur du Championnat du Venezuela en 1997 (19 buts) et 2012 (21 buts)